# Eastface-Nunatak
Der Eastface-Nunatak ist ein kleiner Nunatak an der nördlichen Hillary-Küste des ostantarktischen Viktorialands. Er ragt 17,5 km südlich des Mount Morning auf.
Der United States Geological Survey kartierte ihn anhand eigener Vermessungen und Luftaufnahmen der United States Navy. Das Advisory Committee on Antarctic Names benannte ihn 1963 nach seiner markanten und felsigen Ostflanke.